# NGC 3032
NGC 3032 est une galaxie lenticulaire située dans la constellation du Lion. NGC 3032 a été découverte par l'astronome britannique John Herschel en 1827.

## Caractéristiques
NGC 3032 présente une large raie HI et elle renferme des régions d'hydrogène ionisé. Selon la base de données Simbad, NGC 3032 est une galaxie à noyau actif.

### Distance
Sa vitesse par rapport au fond diffus cosmologique est de 1 831 ± 20 km/s, ce qui correspond à une distance de Hubble de 27,0 ± 1,9 Mpc (∼88,1 millions d'al). 
À ce jour, 11 mesures non basées sur le décalage vers le rouge (redshift) donnent une distance de 19,795 ± 11,192 Mpc (∼64,6 millions d'al), ce qui est à l'intérieur des valeurs de la distance de Hubble. Notons cependant que c'est avec la valeur moyenne des mesures indépendantes, lorsqu'elles existent, que la base de données NASA/IPAC calcule le diamètre d'une galaxie et qu'en conséquence le diamètre de NGC 3032 pourrait être d'environ 15,7 kpc (∼51 200 al) si on utilisait la distance de Hubble pour le calculer.

### Classification
La classification de cette galaxie est incertaine. Son apparence est plutôt celle d'une galaxie lenticulaire avec un anneau de poussière entourant son noyau. Malgré cela, le professeur Seligman la classe comme une galaxie spirale.